# Jerom contra Diabolus
Jerom contra Diabolus is een  stripverhaal uit de reeks van Jerom. Het is geschreven door Willy Vandersteen en de eerste albumuitgave was in 1981.

## Locaties
- antiekzaak, Morotariburcht, haven

## Personages
- Jerom, Odilon, tante Sidonia, professor Barabas, Diabolus (gemaskerde kikvorsman), antiquair, politieagenten, president Arthur, directeur nationale bank

## Het verhaal
Tante Sidonia gaat met Jerom en Odilon naar een bevriend antiquair, die zijn waardevolle verzameling van 17e-eeuwse Hollandse landschapsschilders toont. Het vervoer van de waardevolle schilderijen wordt begeleid door politieagenten, maar het konvooi wordt door Diabolus toch overvallen.
Professor Barabas vraagt zich af waarom Diabolus de schilderijen gestolen heeft, ze zijn internationaal bekend en kunnen niet verkocht worden. Tante Sidonia denkt dat het om kleptomanie gaat. Dan ontvangt Jerom een briefje van Diabolus, hij zal de motor van Jerom stelen. Jerom verstopt zijn motor in een van de torens van het kasteel en houdt dag en nacht de wacht. Toch lukt het Diabolus om de motor te stelen, maar als hij wegvliegt fluit Jerom en de motor werpt zijn bereider af en keert terug naar het kasteel.
Enkele dagen later bezoekt de directeur van de nationale bank de Morotariburcht en vraagt om hulp bij het eerstvolgende goudtransport. Professor Barabas bedenkt dat alle goudstaven aan elkaar gesmolten kunnen worden. Deze goudklomp kan onmogelijk gestolen worden. Jerom tilt het enorme goudstuk naar buiten en plaatst deze op een trein. De trein wordt door Diabolus aangevallen, hij zorgt ervoor dat het goudstuk in een rivier belandt. Professor Barabas bouwt een onderwaterraket, waarmee de goudklomp uit het water kan worden gevist. Diabolus blijft echter juweliers en andere zaken overvallen en Jerom besluit hem persoonlijk uit te dagen. Diabolus wordt naar de haven gelokt en hij valt Jerom aan.
Diabolus blijkt president Arthur in zijn macht te hebben en Odilon probeert zijn vader te redden. Dit mislukt, maar Diabolus ziet in Odilon iets van hemzelf toen hij jonger was. Diabolus legt uit dat hij als kleine jongen altijd vergissingen maakte en daarom hield men geen rekening met hem. Hij zwoer dat de maatschappij later rekening met hem zou moeten houden en werd daarom de gevreesde Diabolus. President Arthur beloofd een goed woordje voor hem te doen bij de overheid, als Diabolus belooft alle gestolen goederen terug te geven aan de eigenaren.